# Ordoño (nome)
Ordoño  è un nome proprio di persona spagnolo maschile.

## Varianti in altre lingue
- Basco: Ordoñi[1]
- Catalano: Ordonyo[1]
- Latino: Ordonius

## Origine e diffusione
Si tratta di un nome dall'etimologia dubbia; secondo alcune interpretazioni, si tratta di un derivato del latino Fortunius, evolutosi progressivamente in Fortunio, Fortuño, Hortuño, Ortoño e quindi Ordoño. Altre fonti ipotizzano invece origini preromane oppure germaniche (dagli elementi ort e huni, rispettivamente "spada" e "gigante", quindi "spada del gigante"). Non è da scartare, peraltro, l'idea che più origini siano valide, e che nomi diversi siano confluiti sotto una sola forma.
Il nome, portato da alcuni re delle Asturie e re di León, ha dato origine al cognome Ordoñez.

## Onomastico
L'onomastico ricorre il 23 febbraio in memoria di sant'Ordoño, monaco benedettino a Sahagún e poi vescovo di Astorga.

## Persone

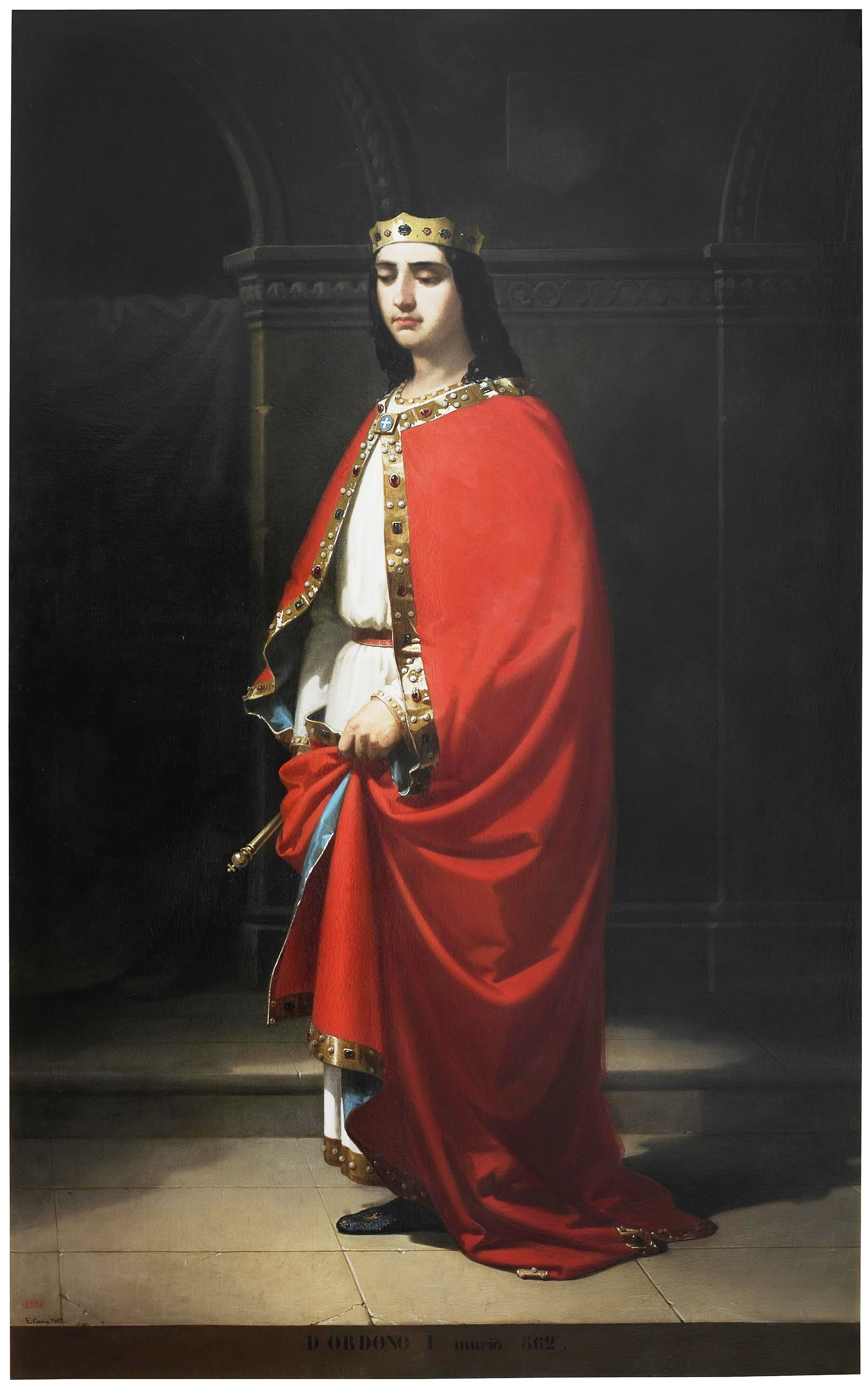
Ordoño I delle Asturie

- Ordoño I delle Asturie, re delle Asturie
- Ordoño II di León, re di León
- Ordoño III di León, re di León
- Ordoño IV di León, re di León
- Ordoño Álvarez, cardinale spagnolo